# みもすそ川公園
みもすそ川公園（みもすそがわこうえん）は、山口県下関市にある都市公園（街区公園）。源平合戦の最後の舞台となった壇ノ浦に面し、国道9号と関門海峡に挟まれて立地する。

## アクセス
- JR西日本下関駅よりサンデン交通バス 長府・小月方面行で約12分、「御裳川」バス停下車

## 園内の施設
長州砲のレプリカ
当公園は幕末の下関戦争時に活躍した長州藩の砲台跡であることから、5門のレプリカが海峡に向けて設置されている。うち1門は、硬貨を投入することで砲撃音と煙の演出を楽しむことができる。
壇ノ浦古戦場址碑
安徳帝御入水之処碑
二位尼による辞世「今ぞ知る みもすそ川の 御ながれ 波の下にも みやこありとは」が刻まれる。なお、みもすそ川は伊勢にある五十鈴川の別名。
源義経と平知盛像
義経は八艘跳び、知盛は錨を担いだ姿で、両雄が対峙する位置関係に設置。
NHK大河ドラマ『義経』出演者の銅板手形
滝沢秀明（源義経役）、中越典子（建礼門院徳子役）、小泉孝太郎（平資盛役）、松坂慶子（二位尼役）の手形
松本清張文学碑
作家・松本清張が、幼少時の一時期に下関市に住んでいたことを記念したもの。自叙伝的小説『半生の記』の一節が両面に刻まれている。引用箇所は両面で異なる。中央に開いた穴からは、関門海峡を挟んだ対岸にある和布刈神社（小説『時間の習俗』の舞台）が望める趣向となっている。
御裳川（みもすそがわ）碑
御裳川はこの場所で関門海峡に注ぐ小河川だったが、現在の河口は公園と国道の下に隠れている。

## ギャラリー

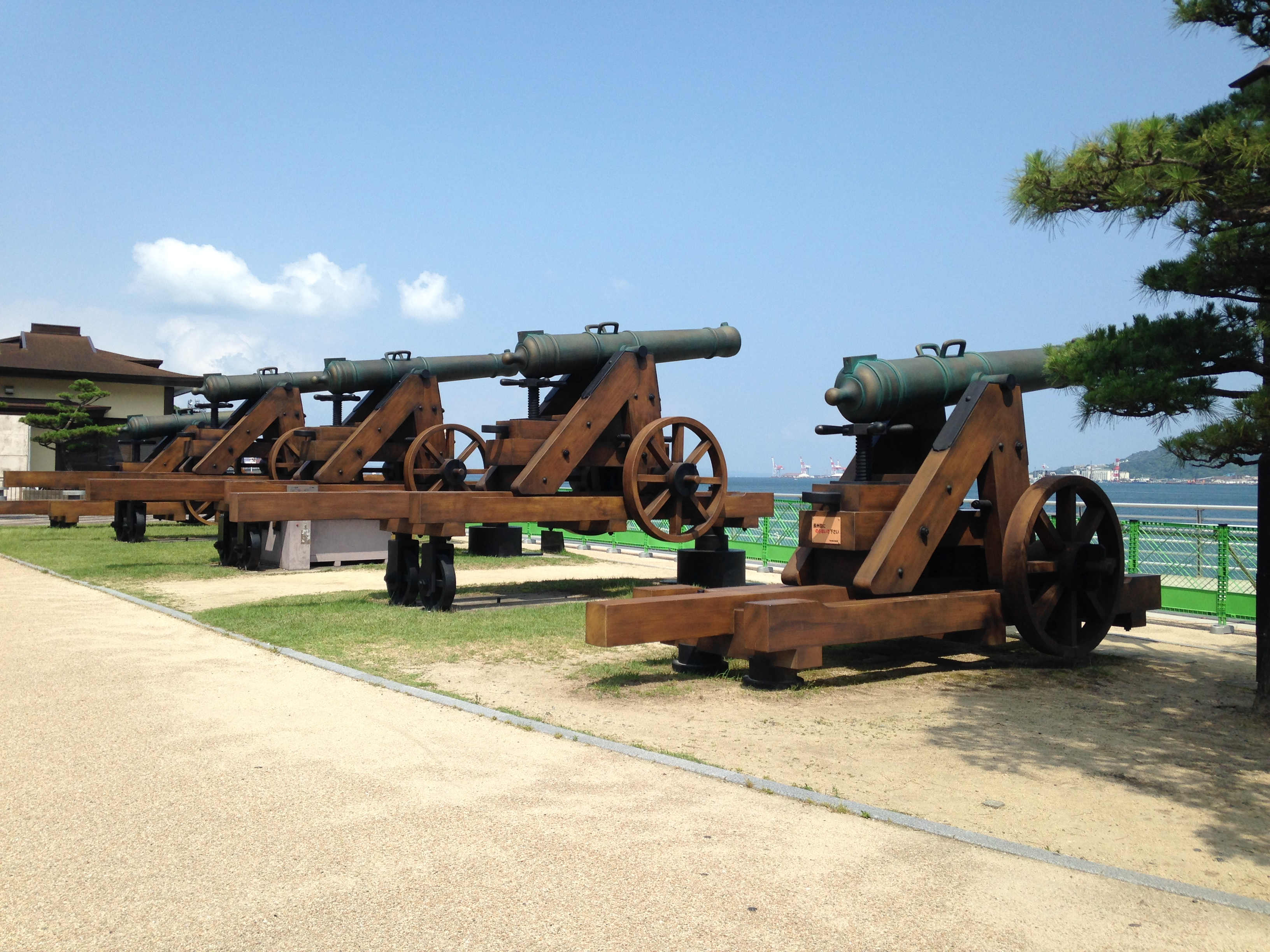
長州砲（レプリカ）
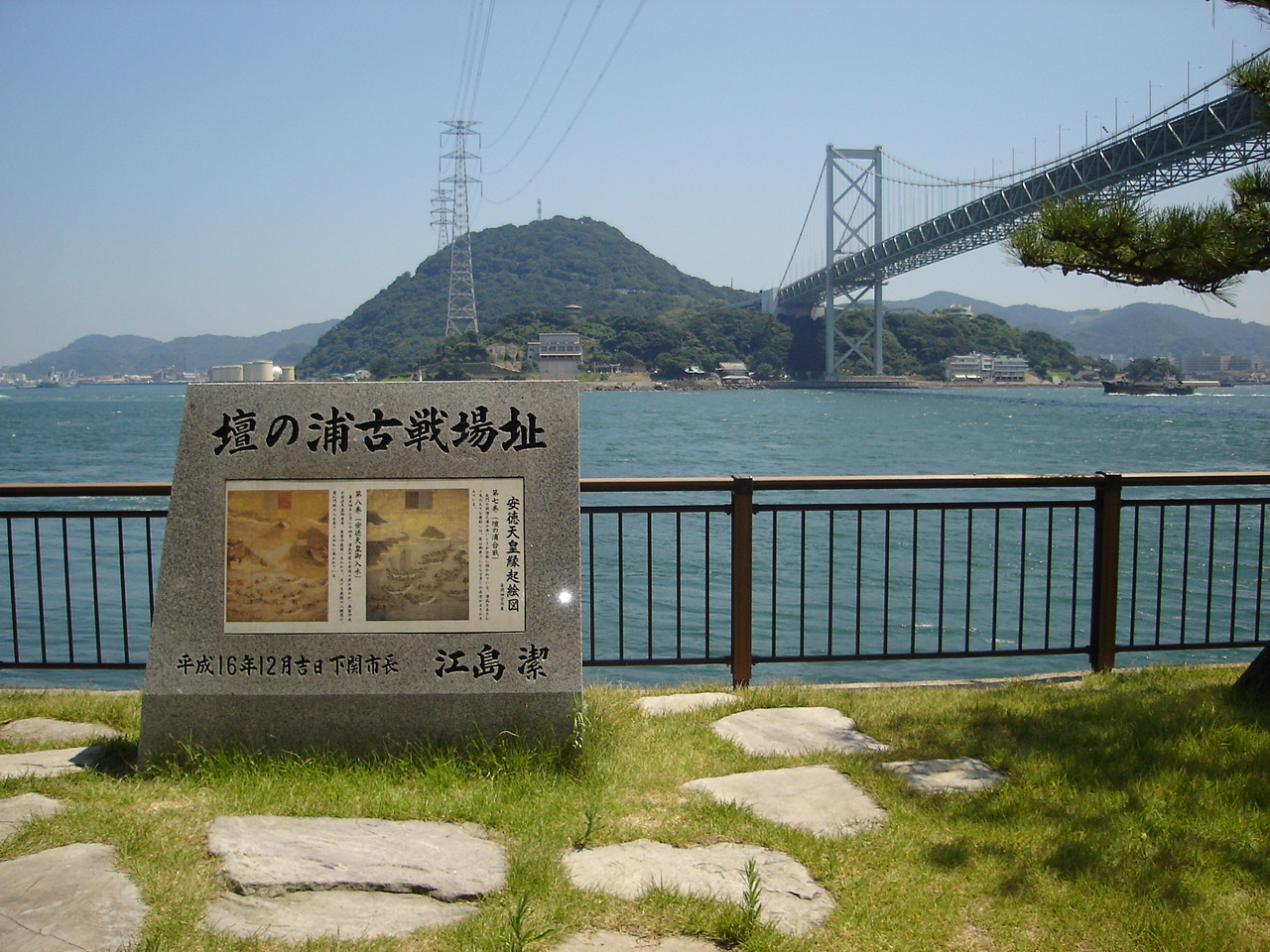
壇ノ浦古戦場址碑
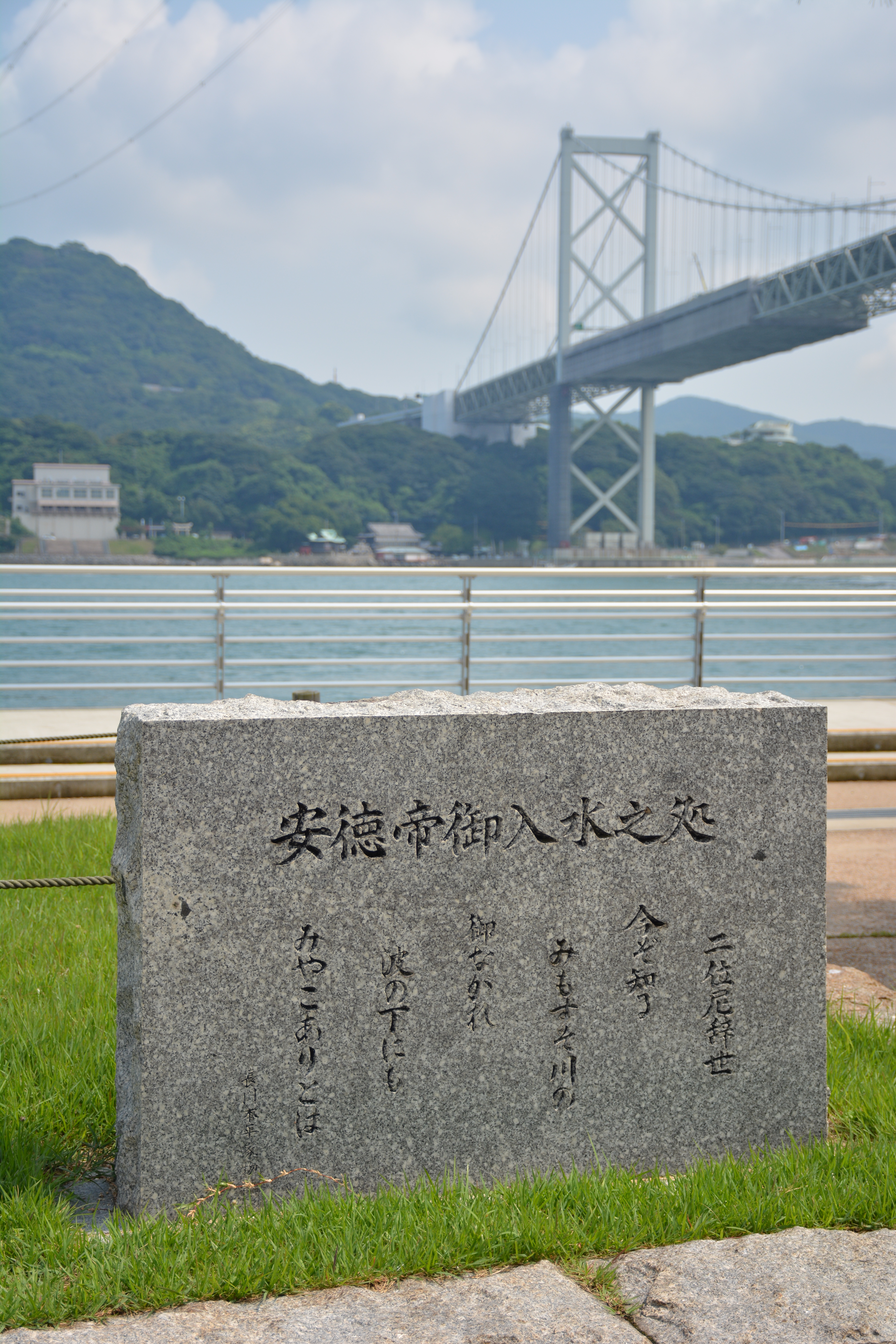
安徳帝御入水之処碑
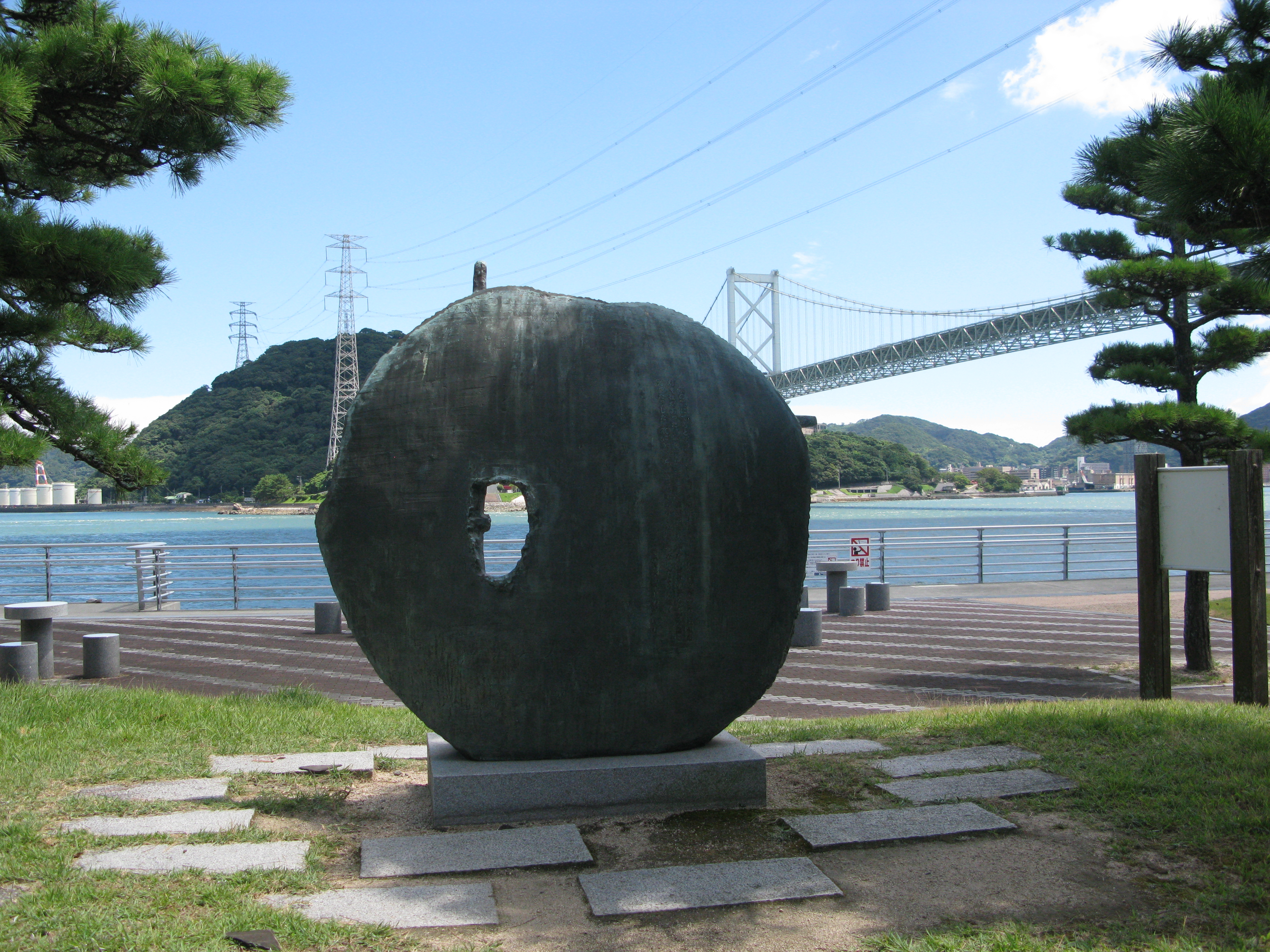
松本清張文学碑
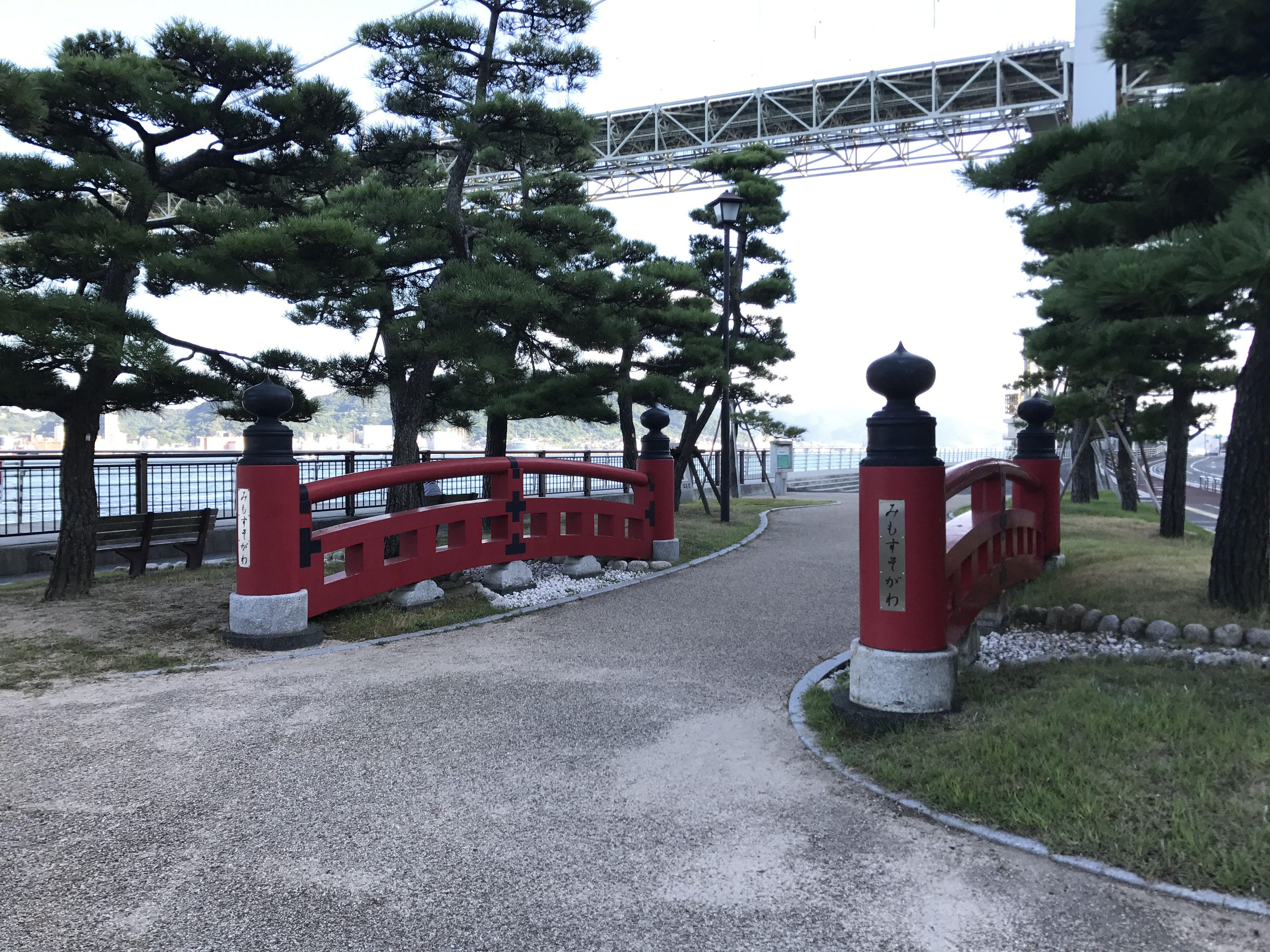
御裳川橋

## 近隣の施設

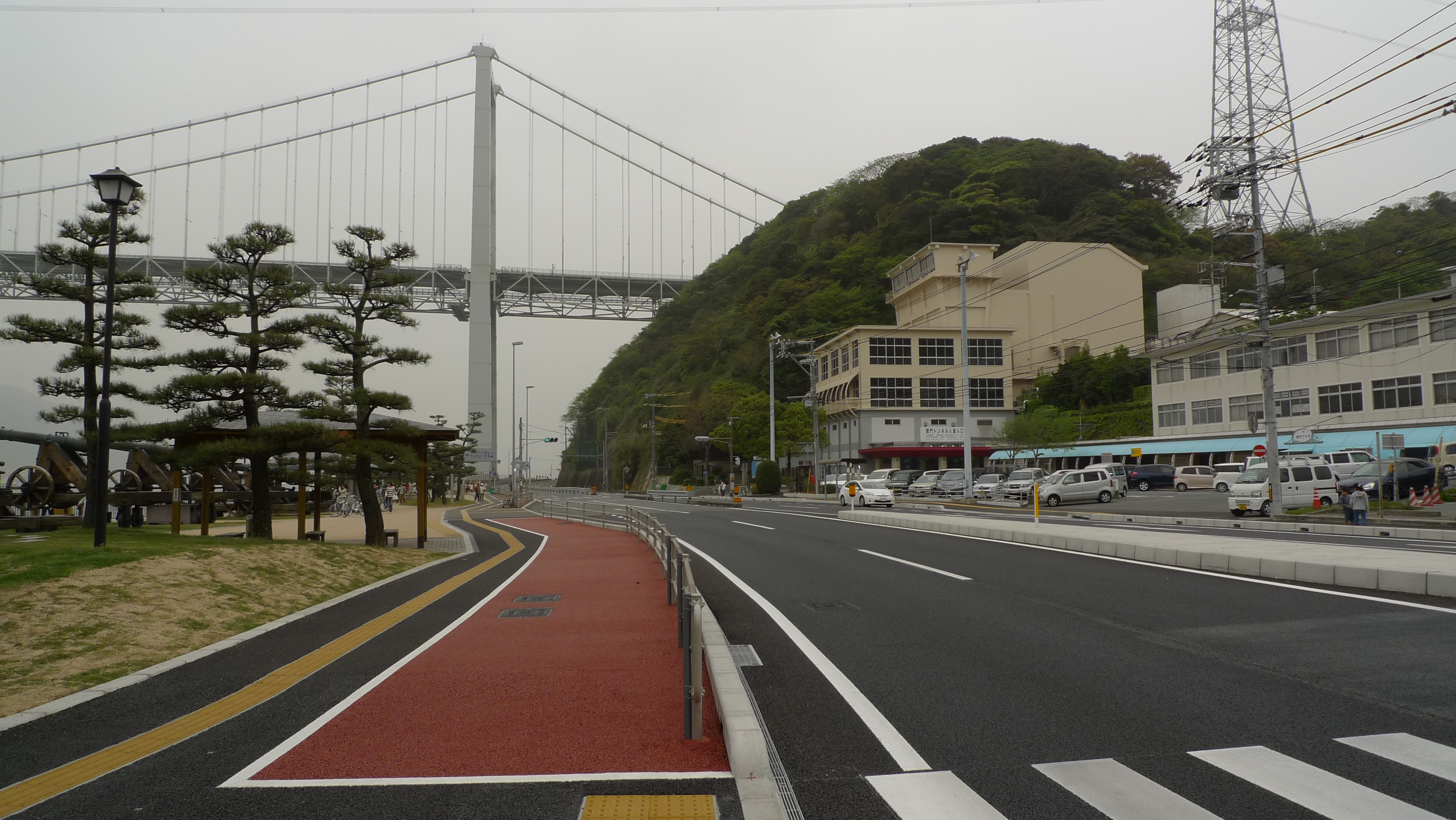
国道9号、みもすそ川公園(左)、関門トンネル人道入口(右奥)、関門橋(正面奥)

- 火の山公園
- 丸尾公園
- 関門トンネル人道入り口
- 関門プラザ